# Bellvei
Bellvei è un comune spagnolo di 1 400 abitanti situato nella comunità autonoma della Catalogna.